# Saint-Boingt
Saint-Boingt is een gemeente in het Franse departement Meurthe-et-Moselle (regio Grand Est) en telt 78 inwoners (2009). De plaats maakt deel uit van het arrondissement Lunéville.

## Geografie
De oppervlakte van Saint-Boingt bedraagt 8,3 km², de bevolkingsdichtheid is dus 9,4 inwoners per km².
De onderstaande kaart toont de ligging van Saint-Boingt met de belangrijkste infrastructuur en aangrenzende gemeenten.

## Demografie
Onderstaande figuur toont het verloop van het inwonertal (bron: INSEE-tellingen).